# Stadthaus Arnstadt

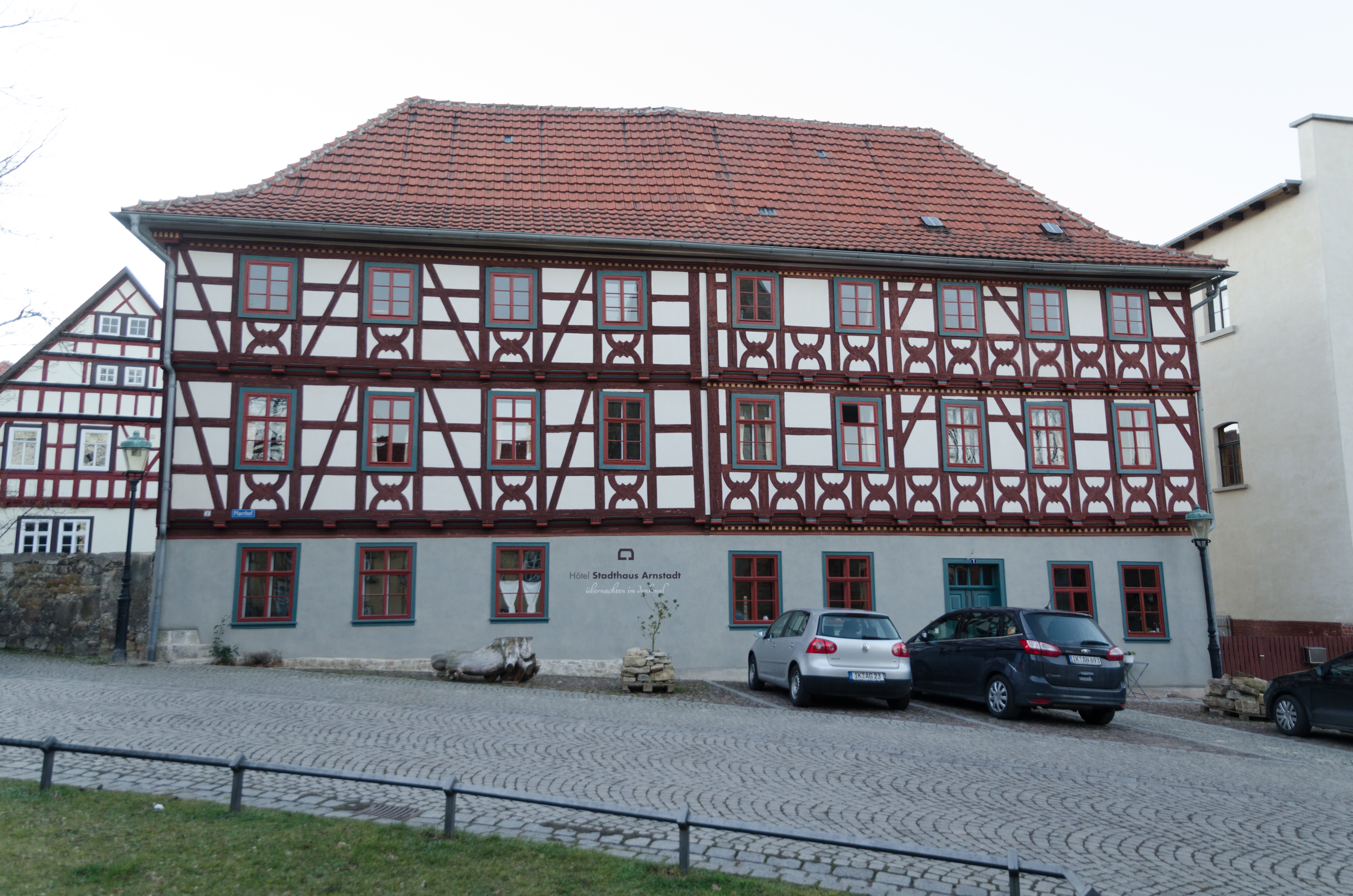
Stadthaus Arnstadt

Stadthaus Arnstadt ist die heutige Bezeichnung des denkmalgeschützten Ensembles (Einzeldenkmal) der ehemaligen Möller’schen Handschuhfabrik, einem Fachwerkhaus von 1582/1697 und einem Fabrikgebäude von 1903. Die Gebäude liegen am Pfarrhof 1 im historischen Kern der Bachstadt Arnstadt direkt gegenüber dem ehemaligen frühgotischen Franziskanerkloster, heute Oberkirche.

## Name und Funktion
In den Stadthäusern der Handwerker, Händler oder Ackerbürger der gewachsenen Europäischen Stadt des Mittelalters, der Renaissance und des Barock fielen Arbeiten, Wohnen, öffentliche Funktionen und Logis in der Regel zusammen. Nach einer Epoche der industriellen Nutzung knüpfen die heutigen Nutzer wieder an diese Funktionsvielfalt an und bringen das auch im neuen Namen Stadthaus Arnstadt zum Ausdruck: Wohnen, Arbeiten, öffentliche Nutzung zur Begegnung, für Bildung und Kultur in dem industriellen Bau von 1903 und eine Nutzung als Hotel in dem historischen Fachwerkhaus von 1582.

## Architektur und Baugeschichte
Über einem wahrscheinlich bis zu 150 Jahre älteren, großen Gewölbekeller entstand 1582 nach einem großen Stadtbrand ein dreigeschossiges Fachwerkhaus im Stil der Renaissance mit einer großen und hohen Eingangshalle mit kassettierter Decke, einer repräsentativen Bohlenstube und mit Blumenornamentik bzw. Diamantmuster bemalten Decken im 1. Obergeschoss. Der Bauherr war Cuntz Friedrich, in den Quellen als Ökonom bezeichnet, wie man damals die Landwirte nannte. Im Portal des Kellerabgangs sind seine Initialen zusammen mit dem Steinmetzzeichen und dem Erbauungsjahr verewigt.
1687 wurde das Haus durch Gräfin Johanna Elisabeth großzügig um einen barocken Anbau mit weiteren Kellern, einem Piano Nobile bzw. Beletage und eine große Schwarzküche erweitert. Johanna Elisabeth war eine Schwester des Schwarzburger Fürsten Anton Günther II., Schwägerin von Auguste Dorothea, die zur gleichen Zeit begann, einen barocken Mikrokosmos, die Puppenstadt Mon plaisir aufzubauen; gemeinsam waren die beiden 1705 Patin des Naturforschers, Miniaturmalers und Kupferstechers August Johann Rösel von Rosenhof.
Das Erdgeschoss ist wie die weiteren Geschosse eine Fachwerkkonstruktion. Heute ist die dem Platz zugewandte Ostfassade Sichtfachwerk, ebenso die Nordfassade. Bis 1938 war das gesamte Haus verputzt.
Das von 1903 bis 1905 errichtete – mit der Schmalseite zum Platz weisende – Fabrikgebäude ist ebenfalls dreigeschossig, jedoch bedeutend höher als das Fachwerkhaus. Erdgeschoss und 1. Obergeschoss sind Ziegelgeschosse, das 2. Obergeschoss wieder eine Fachwerkkonstruktion. Mit diesem Gebäude erweiterte die Möller’sche Handschuhfabrik ihre Produktionsstätte um Stanz- und Nähsäle. Die Last der Maschinen im 1. Obergeschoss fing eine Kappendecke auf.
Der zum Platz weisende Giebel war ursprünglich geschwungen und reich mit Jugendstilstuck verziert. Dieser fiel 1938 als „entartet“ einer Sanierung zum Opfer.
Bis 1990 wurden die Gebäude industriell genutzt. Nach 15 Jahren Leerstand wurden beide Gebäude von 2005 bis 2008 bzw. 2013, nachdem weitere An- und Zwischenbauten aus dem 20. Jahrhundert 2005/06 abgerissen waren, von privaten Bauherren aufwändig saniert. Die starke industrielle Überbauung und der Leerstand hatten statische Probleme zur Folge. Doch es gelang, die Häuser in ihrer Struktur und der noch vorhandenen Bausubstanz weitgehend zu erhalten, zu sanieren und zu rekonstruieren. Dabei setzten die Bauherren konsequent auf traditionelle Handwerkskunst und traditionelle Baumaterialien, wie Holz, Schilf, Lehm, Kalk und Leinöl(-Farbe).
2007 wurden einzelne Handwerker und die Bauherren für ihre Leistungen mit dem Bundespreis für Handwerk in der Denkmalpflege der Deutschen Stiftung Denkmalschutz und dem Zentralverband des Deutschen Handwerks ausgezeichnet. Im Jahre 2014 wurde den Eigentümern Jan Kobel und Judith Rüber der renommierte Thüringer Denkmalschutzpreis verliehen, „für die Sicherung, Restaurierung und Belebung des Gebäudekomplexes Stadthaus Arnstadt, ehemalige Möller’sche Handschuhfabrik“.

## Bedeutende Eigentümer und vielfältige Nutzung
Ab Mitte der 1630er Jahre bis zu seinem Tod 1643 war Burkhard(t) Röhl Eigentümer des Fachwerkhauses. Röhl war Kalk-Polierer, wie man zu seiner Zeit die Stuckateure nannte, Bildhauer und Gräflich-Schwarzburgischer Baumeister. Er schuf mitten im Dreißigjährigen Krieg 1625 die Kanzel, 1639 das Taufbecken und 1642 den Altar für die gegenüberliegende Oberkirche im Stil des Manierismus, weiterhin den Stuck im 1. Obergeschoss des Hauses zum Palmbaum in Arnstadt und Stuckdecken im Schloss Sondershausen. Von 1697 an war die bereits im Abschnitt Baugeschichte erwähnte Gräfin Johanna Elisabeth Eigentümerin des Hauses. Nach ihrem Tod war ab 1720 der nächste Eigentümer des Arnstädter Superintendenten Johann Christoph Olearius, Theologe, Historiker und Numismatiker. Olearius war Verfasser zahlreicher Schriften, darunter die Historia Arnstadtiensis und Prediger an der Neuen Kirche zu Johann Sebastian Bachs Zeiten in Arnstadt. Als Numismatiker und versierter Sammler von Raritäten und Kuriositäten war er inspiriert von dem Konzept der barocken Wunderkammer. Seine Begeisterung für die Numismatik teilte er mit Anton Günter II. Olearius’ Münzsammlung befindet sich heute im Münzkabinett zu Dresden. Seine Sammlung von Luther-Erstdrucken befindet sich seit seinem Tod als Erbe in der Oberkirche. An seinen Sohn Archidiakon Johann Christian Olearius ging hingegen das Gebäude Pfarrhof 1. Johann Christian widmete sich mit Hingabe der ehemaligen Bibliothek seines Vaters und legte das erste gedruckte Verzeichnis auf.
Ab 1822 war das Gebäude Mädchenschule, auch die Mitglieder der Sparkasse, des ersten Arnstädter Sparvereins, fanden in den Räumen ihre erste Unterkunft. Ab 1870 bis 1990 war das Haus Produktionsstätte der 1864 gegründeten Möller’schen Handschuhfabrik.
Seit 2008 finden im Stadthaus Arnstadt Konzerte, Lesungen und Ausstellungen statt, seit 2011 ist es regelmäßige Spielstätte des Bach:Sommers in Arnstadt und Wandersleben unter der künstlerischen Leitung von Joshua Rifkin.